# Kar koli že deluje
Kar koli že deluje (angleško Whatever Works) je ameriški komični film iz leta 2009, ki ga je režiral in zanj že v 1970-ih napisal scenarij Woody Allen. V glavnih vlogah nastopajo Larry David, Evan Rachel Wood, Patricia Clarkson, Ed Begley Jr., Michael McKean in Henry Cavill. Zgodba govori o ločencu in ljudomrznežu Borisu (David), ki začne presenetljivo uspešno zvezo s precej mlajšo Melody (Wood). Filmsko glasbo je napisal Cliff Eidelman, ki je tudi dirigiral orkestru ob njenem snemanju.
Film je bil premierno prikazan 22. aprila 2009 na Filmskem festivalu Tribeca v New Yorku, v ameriških kinematografih pa 13. junija istega leta. Naletel je na mešane ocene kritikov. Na strani Rotten Tomatoes je prejel oceno 50%. Vseeno je bil finančno uspešen, saj je prinesel dohodek 35,1 milijona $, ob proračunu 15 milijonov $.

## Vloge
- Larry David kot Boris Yelnikoff
- Ed Begley Jr. kot John Celestine
- Adam Brooks kot Borisov prijatelj
- Henry Cavill kot Randy Lee James
- Patricia Clarkson kot Marietta Celestine
- Jessica Hecht kot Helena
- Conleth Hill kot Leo Brockman
- Lyle Kanouse kot Borisov prijatelj
- Olek Krupa kot Morgenstern
- Carolyn McCormick kot Jessica
- Michael McKean kot Joe
- Christopher Evan Welch kot Howard Cummings
- Evan Rachel Wood kot Melody St. Ann Celestine
- John Gallagher Jr. kot Perry